# Valeria Fedosova
Valeria Fedosova (* 16. Januar 1989 in Gorki) ist eine deutsch-russische Volleyball- und Beachvolleyballspielerin.

## Karriere
Valeria Fedosova begann mit dem Volleyballspiel in Deutschland beim SV Inning. Nach ihrem Wechsel zum SV Lohhof stand die gebürtige Russin zum ersten Mal in der Saison 2007/08 im Kader der Zweitbundesligamannschaft des Vereins. Da sie sich auf ihre schulische Ausbildung konzentrierte, war die damalige Gymnasiastin in der folgenden Spielzeit für die zweite Frauenmannschaft des SVL aktiv, der in der Saison 2008/09 der Aufstieg aus der Regionalliga Südost in die zweite Bundesliga Süd gelang. In der Saison 2009/10 startete Fedosova zunächst für die 3. Frauenmannschaft des SVL in der Landesliga. Nachdem sich Marion Mirtl Mitte November in der 1. Mannschaft festgespielt hatte, kehrte Valeria Fedosova als Nachrückerin in den Kader der Frauen II zurück. Nach mehreren Einsätzen als Einwechselspielerin stand die Außenangreiferin am 30. Januar 2010 zum ersten Mal beim 3:0-Sieg gegen die TG Biberach in der Startformation. In der Saison 2010/11 gehörte die Studentin zum Kader der ersten Frauenmannschaft des SVL. Am Ende des Spieljahres wurde der SV Lohhof Zweitligameister vor der DJK Augsburg-Hochzoll. Von 2011 bis 2012 spielte Valeria Fedosova beim Ligakonkurrenten FTSV Straubing. Danach spielte sie eine Saison in der Schweiz beim VBC Kanti Baden. 2014 war Fedosova zusammen mit ihrer neuen Beachpartnerin Florentina Büttner für den MTV 48 Hildesheim aktiv.
Valeria Fedosova war auch im Beachvolleyball aktiv. Mit ihrer Partnerin Natascha Niemczyk belegte sie 2012 bei der Deutschen Meisterschaft den neunten Platz. 2015 konnte sie diese Platzierung mit Florentina Büttner wiederholen.